# Fachwerkhaus Heideweg 76 (Forsbach)

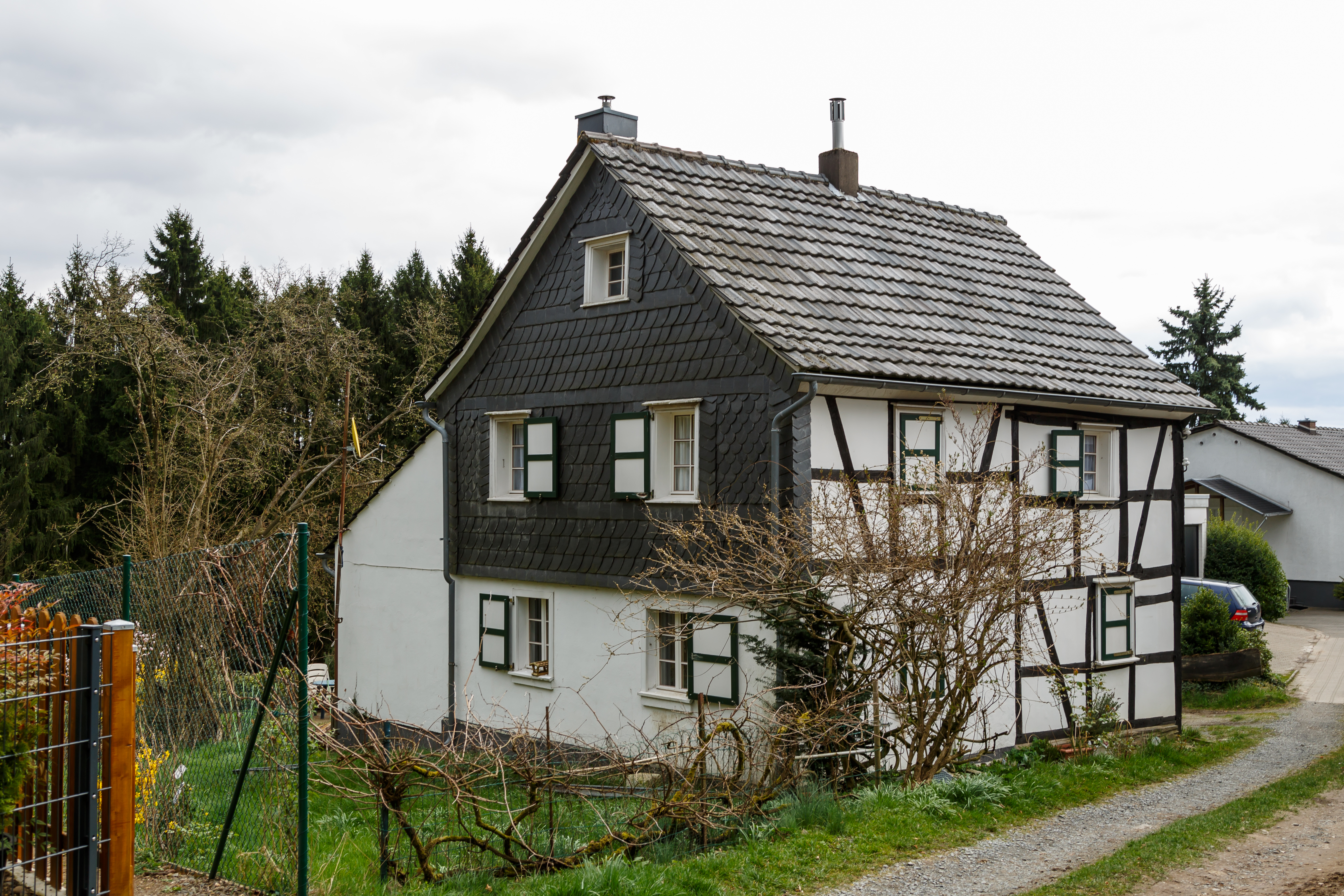
Das Fachwerkhaus im Jahr 2014

Das Fachwerkhaus Heideweg 76 ist ein denkmalgeschütztes Fachwerkhaus im Rösrather Stadtteil Forsbach. Das Denkmal spiegelt weitgehend unverändert die Wohnverhältnisse im 19. Jahrhundert wider und ist zusammen mit der zwischen dem Gebäude und dem angrenzenden Waldgebiet verbleibenden landwirtschaftlichen Fläche ein typisches Beispiel für die Siedlungs- und Wirtschaftsstruktur des Bergischen Landes.

## Beschreibung
Das aus dem frühen 19. Jahrhundert stammende Haus, in zwei Bauphasen errichtet, besteht zum Teil aus Mauerwerk, zum Teil aus Fachwerk (Ständerbauweise mit geschosshohen, leicht geschwungenen Streben). Unter einer Haushälfte befindet sich ein Gewölbekeller aus Bruchsteinmauerwerk mit einem Lehmboden. Der ältere, talseits gelegene Teil besteht aus zwei Räumen, von einem führt eine gradläufige Stiege zum Obergeschoss. Der neuere, bergseitige Hausteil, hat wegen der Unterkellerung einen 16 cm höheren Fußboden. Im Obergeschoss sind noch die Zimmertüren aus dem 19. Jahrhundert erhalten, teilweise noch mit alten Riegeln und Beschlägen. Im Dachstuhl sind neben Fichtenholz auch zweitverwendete Eichenhölzer anzutreffen. Die ursprünglich offene Herdstelle ist dem Einbau eines neuen Kamins zum Opfer gefallen. In den 1950er Jahren erhielt das Haus auf der Talseite einen abgeschleppten Erweiterungsbau zur Aufnahme eines Badezimmers und eines Hauswirtschaftsraums. Die Fenster sind im gesamten Gebäude bis auf wenige Ausnahmen als einflügelige Sprossenfenster mit verstärkter senkrechter Mittelsprosse ausgeführt.

## Denkmalschutz
Haus Steeg wurde am 30. Oktober 1991 als Baudenkmal Nr. 78 in die Liste der denkmalgeschützten Bauwerke der Stadt Rösrath eingetragen.

## Geschichte
Als das Fachwerkhaus Heideweg 76 im Jahre 1991 unter Denkmalschutz gestellt wurde, hieß es in der Begründung: „Für die Erhaltung und Nutzung liegen insbesondere volkskundliche und städtebauliche Gründe vor, da das Gebäude weitgehend unverändert die Wohnverhältnisse im 19. Jahrhundert widerspiegelt ... und zusammen mit der zwischen dem Gebäude und dem angrenzenden Waldgebiet verbleibenden landwirtschaftlichen Fläche Siedlungs- und Wirtschaftsstruktur des Bergischen Landes widerspiegelt.“ Der Ortsteil „Heide“ bildet bis heute den äußeren Rahmen der historischen Siedlungsstruktur des Ortes Forsbach. Zu den ersten Bewohnern des zu Beginn des 19. Jahrhunderts errichteten Gebäudes gehörten Karl Caspers (1810–1896) und seine Frau Julia Caspers (1827–1900). 

## Rezeption
Das Fachwerkhaus wurde der Öffentlichkeit im März 2014 als Denkmal des Monats vorgestellt. Mit dem Anspruch, die Anliegen des Denkmalschutzes und der lokalen Geschichtsforschung ins Bewusstsein der Bürger zu rücken, rückt das Denkmal des Monats jedes Jahr zehn Denkmäler oder denkmalwürdige Objekte der Stadt Rösrath ins Licht der Öffentlichkeit. Die Auswahl der Denkmäler erfolgt durch ein Gremium, bestehend aus Vertretern des Stadtrates, der Stadtverwaltung, des Geschichtsvereins Rösrath sowie einem fachkundigen Bürger.